# Brachysomida bivittata
Brachysomida bivittata är en skalbaggsart som först beskrevs av Thomas Say 1824.  Brachysomida bivittata ingår i släktet Brachysomida och familjen långhorningar. Inga underarter finns listade.